# Fujiwara no Kiyohira
Fujiwara no Kiyohira (藤原 清衡, [[[1056]] – 1128] Erro: {{japonês}}: texto da transliteração contém caractere não latino (pos 19) (ajuda)) foi um samurai do Período Heian (794 - 1185), que foi o fundador do Clã Ōshū Fujiwara (Fujiwara do Norte) que governou Norte do Japão entre  1100 a 1189 aproximadamente.

## Biografia
Kiyohira era filho de Fujiwara no Tsunekiyo e de uma filha de Abe no Yoritoki cujo nome não é conhecido. Nasceu em algum lugar na Bacia de Kitakami. O pai de Tsunekiyo,  Fujiwara no Yoriyukito ,  era descendente de Fujiwara no Hidesato, e era conhecido por sua grande capacidade em luta. Apesar disso Tsunekiyo era um burocrata de nível médio no Castelo de Taga na atual Sendai , Província de Miyagi, quando  se casou com uma emishi , deixou a sua posição e passou a viver com a família de sua esposa na atual Província de Iwate . Assim, Kiyohira nasceu em uma família emishi em território emishi de um pai que foi considerado um traidor pelas autoridades japonesas.
Grande parte da infância de Kiyohira foi vivida em uma comunidade em guerra com as autoridades centrais japonesas. A Guerra Zenkunen (前九年合戦, Zenkunen Kassen, também conhecida como Primeira Guerra dos Nove Anos)  travada entre 1050 e 1062 quase se entrelaça com a Guerra Gosannen (后三年合戦, Gosannen Kassen, também conhecida como Segunda Guerra dos Três Anos), que ocorreu entre 1083 e 1087. Kiyohira perdeu seu avô, Abe no Yoritoki, no campo de batalha, em 1057, seu tio Abe no Sadato em 1062 e todos os irmãos de sua mãe foram deportados para Kyushu, neste mesmo ano. Seu próprio pai foi pessoalmente decapitado por Minamoto no Yoriyoshi (源頼义) com uma espada sem corte. Estes acontecimentos moldaram sua vida e influenciaram suas decisões.
Depois que Kiyohira perdeu o pai na Guerra Zenkunen (1051 - 1063), sua mãe tornou-se concubina de seu inimigo, Kiyohara no Takehira, que haviam ajudado Minamoto no Yoriyoshi na última guerra. Kiyohira foi criado neste clã inimigo (Clã Kiyohara) sendo chamado de Kiyohara no Kiyohira, sendo seu meio-irmão mais velho Kiyohara no Sanehira e seu meio-irmão mais novo Kiyohara no Iehira. Quando mais tarde, se envolveu na Guerra Gosannen  uma luta entre os três irmãos nesta relação complexa pela liderança do clã. Kiyohira conquistou a vitória na guerra, em 1087, com a ajuda de Minamoto no Yoshiie (源义家), o filho de outro de seus antigos inimigos, Yoriyoshi . Kiyohira, no entanto, perdeu sua esposa e filho durante a guerra, morto por Iehira .
Vitorioso, Kiyohira voltou para sua casa  no Castelo Iwayado , Oshu, na antiga  Província de Mutsu, atual Iwate , para planejar seu futuro. Por volta de 1090 - 1100, construiu uma casa nova no Monte Kanzan, na atual Hiraizumi . Houve três razões principais para a escolha do local. Primeira foi sua localização próxima a Estrada da Fronteira, a estrada principal para o sul levava até a capital e para outras grandes cidades e para o norte o levava para as terras que controlava. Em segundo lugar, estava determinado a tornar ali o centro do seu território, indo desde Shirakawa na atual Província de Fukushima ao sul até Sotogahama na atual Província de Aomori , ao norte. Em terceiro lugar este local fica no lado sul do Rio Koromo, que  tradicionalmente, sempre foi território japonês. Anteriormente os fortes emishi sempre eram construídos na margem norte deste rio.
Há evidências de que Kiyohira não usava o nome Fujiwara, mas Kiyohara até 1117, quando já tinha mais de 60 anos de idade. Mas ao usá-lo passou para seus filhos. Kiyohira tinha várias esposas e consortes, incluindo uma mulher Taira de Kyoto, com quem teve seis filhos. Parece que ela se cansou rapidamente da vida na fronteira remota, e voltou para Kyoto, onde se casou com um policial e nunca mais voltou. Kiyohiratambém  tinha duas esposas emishi, uma do Clã Kiyohara e uma do Clã Abe. Seu filho mais velho e herdeiro era Fujiwara no Koretsune, mas este morreu em 1013 . Seu segundo filho e sucessor de fato foi Fujiwara no Motohira, nascido em 1105, provavelmente de uma das esposas emishi.
Depois de montar sua casa em Hiraizumi, Kiyohira começou um ambicioso plano de construção de templo budista no topo do Monte Kanzan, Chūson-ji . Este complexo de templos, pagodes, repositórios e jardins era para ser o seu legado, a personificação de sua visão de si mesmo, de sua família e de seu domínio para todos os tempos .